# نفتول فتالئین
نفتول فتالئین (به انگلیسی: Naphtholphthalein) یک ترکیب شیمیایی با شناسه پاب‌کم ۶۸۹۹۳ است. 